# 매슈스 아레나
매슈스 아레나(영어: Matthews Arena)은 미국 매사추세츠주 보스턴에 위치한 실내 경기장이다. 과거 NBA 보스턴 셀틱스의 제 2홈경기장으로 사용했고 NHL 보스턴 브루인스와 WHA 뉴잉글랜드 훼일러즈 홈경기장으로 사용되었다.

## 같이 보기
- 헌팅턴 애비뉴 그라운즈